# Marske-by-the-Sea
Marske-by-the-Sea is een plaats in het bestuurlijke gebied Redcar and Cleveland, in het Engelse graafschap North Yorkshire.
Marske valt onder de civil parish Saltburn, Marske and New Marske.
Marske ligt aan zee tussen Redcar en Saltburn-by-the-Sea, maar is zelf geen badplaats.